# 仲多度郡

仲多度郡(■)の県内位置図(2006年以降)

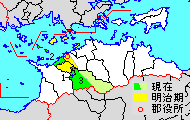
香川県仲多度郡の範囲（1.琴平町 2.多度津町 3.まんのう町 薄緑：後に他郡から編入された地域）

仲多度郡（なかたどぐん）は、香川県（讃岐国）の郡。
人口44,561人、面積227.31km²、人口密度196人/km²。（2025年7月1日、推計人口）
次の3町を含む。
- 琴平町（ことひらちょう）
- 多度津町（たどつちょう）
- まんのう町（まんのうちょう）

## 郡域
1899年に発足した当時の郡域は、上記3町からまんのう町の一部（長尾、炭所西、造田以東）を除き、以下を加えたの区域に相当する。
- 善通寺市の全域
- 丸亀市の大部分（土居町、土器町・飯野町・飯山町・綾歌町の各町を除く）
- 坂出市の一部（島嶼部）

## 歴史

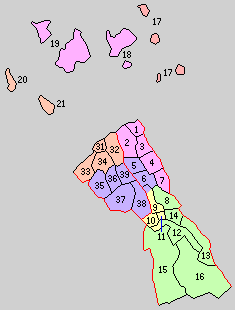
2.六郷村 3.南村 4.郡家村 5.竜川村 6.与北村 7.垂水村 8.高篠村 9.象郷村 10.琴平町 11.榎井村 12.神野村 13.吉野村 14.四条村 15.十郷村 16.七箇村 17.与島村 18.本島村 19.広島村 20.佐柳島村 21.高見島村 31.多度津町 32.豊原村 33.白方村 34.四箇村 35.吉原村 36.筆岡村 37.善通寺村 38.麻野村 39.吉田村（桃：丸亀市 紫：善通寺市 赤：坂出市 橙：多度津町 黄：仲多度郡琴平町 緑：仲多度郡まんのう町。1は発足時の丸亀市）

### 沿革
- 1899年（明治32年）4月1日 
  - 郡制の施行により、那珂郡・多度郡の区域を以って、仲多度郡が発足。下記の町村が所属。（2町27村）
  - 旧那珂郡（1町19村） - 六郷村、南村、郡家村、竜川村、与北村、垂水村、高篠村、象郷村、琴平町、榎井村、神野村、吉野村、四条村、十郷村、七箇村、与島村、本島村、広島村、佐柳島村、高見島村
  - 旧多度郡（1町8村） - 多度津町、豊原村、白方村、四箇村、吉原村、筆岡村、善通寺村、麻野村、吉田村
- 1899年9月30日 - 第1回郡会の議員選挙が行われ、30名の議員が選出[1]。
- 1901年（明治34年）11月3日 - 善通寺村・麻野村・吉田村が合併して、善通寺町が発足。（3町24村）
- 1917年（大正6年）6月1日 - 六郷村が丸亀市に編入。（3町23村）
- 1923年（大正12年）3月31日 - 郡会が廃止。郡役所は存続。
- 1926年（大正15年）6月30日 - 郡役所が廃止。以降は地域区分名称となる。
- 1942年（昭和17年）5月10日 - 豊原村が多度津町に編入。（3町22村）
- 1951年（昭和26年）4月1日 - 南村が丸亀市に編入。（3町21村）
- 1953年（昭和28年）4月1日 - 与島村が坂出市に編入。（3町20村）
- 1954年（昭和29年）
  - 3月31日（2町15村）
    - 本島村が丸亀市に編入。
    - 善通寺町・吉原村・与北村・龍川村・筆岡村が合併して善通寺市が発足し、郡より離脱。

  - 5月3日 - 四箇村・白方村が多度津町に編入。（2町13村）
  - 10月17日 - 郡家村が丸亀市に編入。（2町12村）
- 1955年（昭和30年）
  - 4月1日（3町7村）
    - 十郷村・七箇村が合併して、仲南村が発足。
    - 琴平町・榎井村が合併し、改めて琴平町が発足。
    - 吉野村・神野村・四条村が合併して、満濃町が発足。

  - 7月1日 - 高篠村が満濃町に編入。（3町6村）
- 1956年（昭和31年）
  - 3月31日 - 満濃町の一部（五條のうち西地区の一部）が琴平町に編入。
  - 9月30日（3町4村）
    - 満濃町が綾歌郡長炭村を編入。
    - 佐柳島村・高見島村が多度津町に編入。
- 1957年（昭和32年）
  - 10月10日 - 満濃町の一部（五條のうち東地区の一部）が、琴平町に編入。
  - 11月1日 - 綾歌郡琴南村の所属郡が、当郡に変更。（3町5村）
- 1958年（昭和33年）
  - 3月31日 - 象郷村の一部（下櫛梨の一部、現櫛梨町）が善通寺市、残部（苗田、上櫛梨および下櫛梨の一部）が琴平町に分割編入。（3町4村）
  - 5月1日 - 垂水村・広島村が丸亀市に編入。（3町2村）
- 1962年（昭和37年）4月1日 - 琴南村が町制を施行し、琴南町が成立。（4町1村）
- 1970年（昭和45年）1月1日 - 仲南村が町制を施行し、仲南町が成立。（5町）
- 2006年（平成18年）3月20日 - 満濃町・琴南町・仲南町が合併してまんのう町が発足。（3町）

### 変遷表
| 1889年以前 | 1889年以前 | 1890年2月15日 - 1926年 | 1890年2月15日 - 1926年    | 1927年 - 1944年              | 1945年 - 1954年             | 1955年 - 1988年                         | 1955年 - 1988年                         | 1955年 - 1988年                         | 1989年 - 現在            | 現在       |
| 郡         | 町村       | 1890年2月15日 - 1926年 | 1890年2月15日 - 1926年    | 1927年 - 1944年              | 1945年 - 1954年             | 1955年 - 1988年                         | 1955年 - 1988年                         | 1955年 - 1988年                         | 1989年 - 現在            | 現在       |
| ---------- | ---------- | ---------------------- | ------------------------- | ---------------------------- | --------------------------- | --------------------------------------- | --------------------------------------- | --------------------------------------- | ------------------------ | ---------- |
| 那珂郡     | 與嶋       | 與嶋村                 | 與嶋村                    | 與嶋村                       | 1953年4月1日 坂出市へ編入   | 坂出市                                  | 坂出市                                  | 坂出市                                  | 坂出市                   | 坂出市     |
| 那珂郡     | 岩黒嶋     | 與嶋村                 | 與嶋村                    | 與嶋村                       | 1953年4月1日 坂出市へ編入   | 坂出市                                  | 坂出市                                  | 坂出市                                  | 坂出市                   | 坂出市     |
| 那珂郡     | 櫃石嶋     | 與嶋村                 | 與嶋村                    | 與嶋村                       | 1953年4月1日 坂出市へ編入   | 坂出市                                  | 坂出市                                  | 坂出市                                  | 坂出市                   | 坂出市     |
| 那珂郡     | 瀬居嶋     | 與嶋村                 | 與嶋村                    | 與嶋村                       | 1953年4月1日 坂出市へ編入   | 坂出市                                  | 坂出市                                  | 坂出市                                  | 坂出市                   | 坂出市     |
| 那珂郡     | 砂彌嶋     | 與嶋村                 | 與嶋村                    | 與嶋村                       | 1953年4月1日 坂出市へ編入   | 坂出市                                  | 坂出市                                  | 坂出市                                  | 坂出市                   | 坂出市     |
| 那珂郡     | 鹽入村     | 七箇村                 | 七箇村                    | 七箇村                       | 七箇村                      | 1955年4月1日 仲南村                     | 1955年4月1日 仲南村                     | 1970年1月1日 町制 仲南町                | 2006年3月20日 まんのう町 | まんのう町 |
| 那珂郡     | 七箇村     | 七箇村                 | 七箇村                    | 七箇村                       | 七箇村                      | 1955年4月1日 仲南村                     | 1955年4月1日 仲南村                     | 1970年1月1日 町制 仲南町                | 2006年3月20日 まんのう町 | まんのう町 |
| 那珂郡     | 十郷村     | 十郷村                 | 十郷村                    | 十郷村                       | 十郷村                      | 1955年4月1日 仲南村                     | 1955年4月1日 仲南村                     | 1970年1月1日 町制 仲南町                | 2006年3月20日 まんのう町 | まんのう町 |
| 那珂郡     | 佐文村     | 十郷村                 | 十郷村                    | 十郷村                       | 十郷村                      | 1955年4月1日 仲南村                     | 1955年4月1日 仲南村                     | 1970年1月1日 町制 仲南町                | 2006年3月20日 まんのう町 | まんのう町 |
| 鵜足郡     | 川東村     | 美合村                 | 1899年4月1日 綾歌郡美合村 | 綾歌郡 美合村                | 綾歌郡 美合村               | 1956年9月29日 綾歌郡琴南村              | 1957年11月1日 郡界変更 仲多度郡琴南村   | 1962年4月1日 町制 琴南町                | 2006年3月20日 まんのう町 | まんのう町 |
| 鵜足郡     | 中通村     | 美合村                 | 1899年4月1日 綾歌郡美合村 | 綾歌郡 美合村                | 綾歌郡 美合村               | 1956年9月29日 綾歌郡琴南村              | 1957年11月1日 郡界変更 仲多度郡琴南村   | 1962年4月1日 町制 琴南町                | 2006年3月20日 まんのう町 | まんのう町 |
| 鵜足郡     | 勝浦村     | 美合村                 | 1899年4月1日 綾歌郡美合村 | 綾歌郡 美合村                | 綾歌郡 美合村               | 1956年9月29日 綾歌郡琴南村              | 1957年11月1日 郡界変更 仲多度郡琴南村   | 1962年4月1日 町制 琴南町                | 2006年3月20日 まんのう町 | まんのう町 |
| 鵜足郡     | 造田村     | 造田村                 | 1899年4月1日 綾歌郡造田村 | 綾歌郡 造田村                | 綾歌郡 造田村               | 1956年9月29日 綾歌郡琴南村              | 1957年11月1日 郡界変更 仲多度郡琴南村   | 1962年4月1日 町制 琴南町                | 2006年3月20日 まんのう町 | まんのう町 |
| 鵜足郡     | 長尾村     | 長炭村                 | 1899年4月1日 綾歌郡長炭村 | 綾歌郡 長炭村                | 綾歌郡 長炭村               | 1956年9月30日 仲多度郡満濃町へ編入      | 1956年9月30日 仲多度郡満濃町へ編入      | 満濃町                                  | 2006年3月20日 まんのう町 | まんのう町 |
| 鵜足郡     | 炭所東村   | 長炭村                 | 1899年4月1日 綾歌郡長炭村 | 綾歌郡 長炭村                | 綾歌郡 長炭村               | 1956年9月30日 仲多度郡満濃町へ編入      | 1956年9月30日 仲多度郡満濃町へ編入      | 満濃町                                  | 2006年3月20日 まんのう町 | まんのう町 |
| 鵜足郡     | 炭所西村   | 長炭村                 | 1899年4月1日 綾歌郡長炭村 | 綾歌郡 長炭村                | 綾歌郡 長炭村               | 1956年9月30日 仲多度郡満濃町へ編入      | 1956年9月30日 仲多度郡満濃町へ編入      | 満濃町                                  | 2006年3月20日 まんのう町 | まんのう町 |
| 那珂郡     | 公文村     | 高篠村                 | 高篠村                    | 高篠村                       | 高篠村                      | 1955年7月1日 満濃町へ編入               | 1955年7月1日 満濃町へ編入               | 満濃町                                  | 2006年3月20日 まんのう町 | まんのう町 |
| 那珂郡     | 東高篠村   | 高篠村                 | 高篠村                    | 高篠村                       | 高篠村                      | 1955年7月1日 満濃町へ編入               | 1955年7月1日 満濃町へ編入               | 満濃町                                  | 2006年3月20日 まんのう町 | まんのう町 |
| 那珂郡     | 西高篠村   | 高篠村                 | 高篠村                    | 高篠村                       | 高篠村                      | 1955年7月1日 満濃町へ編入               | 1955年7月1日 満濃町へ編入               | 満濃町                                  | 2006年3月20日 まんのう町 | まんのう町 |
| 那珂郡     | 吉野上村   | 吉野村                 | 吉野村                    | 吉野村                       | 吉野村                      | 1955年4月1日 満濃町                     | 1955年4月1日 満濃町                     | 満濃町                                  | 2006年3月20日 まんのう町 | まんのう町 |
| 那珂郡     | 吉野下村   | 四條村                 | 四條村                    | 四條村                       | 四條村                      | 1955年4月1日 満濃町                     | 1955年4月1日 満濃町                     | 満濃町                                  | 2006年3月20日 まんのう町 | まんのう町 |
| 那珂郡     | 四條村     | 四條村                 | 四條村                    | 四條村                       | 四條村                      | 1955年4月1日 満濃町                     | 1955年4月1日 満濃町                     | 満濃町                                  | 2006年3月20日 まんのう町 | まんのう町 |
| 那珂郡     | 眞野村     | 神野村                 | 神野村                    | 神野村                       | 神野村                      | 1955年4月1日 満濃町                     | 1955年4月1日 満濃町                     | 満濃町                                  | 2006年3月20日 まんのう町 | まんのう町 |
| 那珂郡     | 岸上村     | 神野村                 | 神野村                    | 神野村                       | 神野村                      | 1955年4月1日 満濃町                     | 1955年4月1日 満濃町                     | 満濃町                                  | 2006年3月20日 まんのう町 | まんのう町 |
| 那珂郡     | 東七箇村   | 神野村                 | 神野村                    | 神野村                       | 神野村                      | 1955年4月1日 満濃町                     | 1955年4月1日 満濃町                     | 満濃町                                  | 2006年3月20日 まんのう町 | まんのう町 |
| 那珂郡     | 五條村     | 神野村                 | 神野村                    | 神野村                       | 神野村                      | 1955年4月1日 満濃町                     | 1955年4月1日 満濃町                     | 1956年3月31日 琴平町へ一部編入          | 琴平町                   | 琴平町     |
| 那珂郡     | 五條村     | 神野村                 | 神野村                    | 神野村                       | 神野村                      | 1955年4月1日 満濃町                     | 1955年4月1日 満濃町                     | 1957年10月10日 琴平町へ一部編入         | 琴平町                   | 琴平町     |
| 那珂郡     | 榎井村     | 榎井村                 | 榎井村                    | 榎井村                       | 榎井村                      | 1955年4月1日 琴平町                     | 1955年4月1日 琴平町                     | 1955年4月1日 琴平町                     | 琴平町                   | 琴平町     |
| 那珂郡     | 金毘羅村   | 町制                   | 町制                      | 琴平町                       | 琴平町                      | 1955年4月1日 琴平町                     | 1955年4月1日 琴平町                     | 1955年4月1日 琴平町                     | 琴平町                   | 琴平町     |
| 那珂郡     | 苗田村     | 象郷村                 | 象郷村                    | 象郷村                       | 象郷村                      | 1958年4月1日 琴平町へ編入               | 1958年4月1日 琴平町へ編入               | 1958年4月1日 琴平町へ編入               | 琴平町                   | 琴平町     |
| 那珂郡     | 上櫛梨村   | 象郷村                 | 象郷村                    | 象郷村                       | 象郷村                      | 1958年4月1日 琴平町へ編入               | 1958年4月1日 琴平町へ編入               | 1958年4月1日 琴平町へ編入               | 琴平町                   | 琴平町     |
| 那珂郡     | 下櫛梨村   | 象郷村                 | 象郷村                    | 象郷村                       | 象郷村                      | 1958年4月1日 善通寺市へ一部編入(櫛梨町) | 1958年4月1日 善通寺市へ一部編入(櫛梨町) | 1958年4月1日 善通寺市へ一部編入(櫛梨町) | 善通寺市                 | 善通寺市   |
| 那珂郡     | 廣嶋       | 廣嶋村                 | 廣嶋村                    | 廣嶋村                       | 広島村                      | 1958年5月1日 丸亀市へ編入               | 1958年5月1日 丸亀市へ編入               | 1958年5月1日 丸亀市へ編入               | 丸亀市                   | 丸亀市     |
| 那珂郡     | 手嶋       | 廣嶋村                 | 廣嶋村                    | 廣嶋村                       | 広島村                      | 1958年5月1日 丸亀市へ編入               | 1958年5月1日 丸亀市へ編入               | 1958年5月1日 丸亀市へ編入               | 丸亀市                   | 丸亀市     |
| 那珂郡     | 泊浦       | 本嶋村                 | 本嶋村                    | 本嶋村                       | 1954年3月31日 丸亀市へ編入  | 丸亀市                                  | 丸亀市                                  | 丸亀市                                  | 丸亀市                   | 丸亀市     |
| 那珂郡     | 笠嶋浦     | 本嶋村                 | 本嶋村                    | 本嶋村                       | 1954年3月31日 丸亀市へ編入  | 丸亀市                                  | 丸亀市                                  | 丸亀市                                  | 丸亀市                   | 丸亀市     |
| 那珂郡     | 生濱浦     | 本嶋村                 | 本嶋村                    | 本嶋村                       | 1954年3月31日 丸亀市へ編入  | 丸亀市                                  | 丸亀市                                  | 丸亀市                                  | 丸亀市                   | 丸亀市     |
| 那珂郡     | 甲生浦     | 本嶋村                 | 本嶋村                    | 本嶋村                       | 1954年3月31日 丸亀市へ編入  | 丸亀市                                  | 丸亀市                                  | 丸亀市                                  | 丸亀市                   | 丸亀市     |
| 那珂郡     | 尻濱浦     | 本嶋村                 | 本嶋村                    | 本嶋村                       | 1954年3月31日 丸亀市へ編入  | 丸亀市                                  | 丸亀市                                  | 丸亀市                                  | 丸亀市                   | 丸亀市     |
| 那珂郡     | 大浦       | 本嶋村                 | 本嶋村                    | 本嶋村                       | 1954年3月31日 丸亀市へ編入  | 丸亀市                                  | 丸亀市                                  | 丸亀市                                  | 丸亀市                   | 丸亀市     |
| 那珂郡     | 福田浦     | 本嶋村                 | 本嶋村                    | 本嶋村                       | 1954年3月31日 丸亀市へ編入  | 丸亀市                                  | 丸亀市                                  | 丸亀市                                  | 丸亀市                   | 丸亀市     |
| 那珂郡     | 牛嶋       | 本嶋村                 | 本嶋村                    | 本嶋村                       | 1954年3月31日 丸亀市へ編入  | 丸亀市                                  | 丸亀市                                  | 丸亀市                                  | 丸亀市                   | 丸亀市     |
| 那珂郡     | 丸龜       | 丸龜町                 | 1899年4月1日 市制         | 丸龜市                       | 丸亀市                      | 丸亀市                                  | 丸亀市                                  | 丸亀市                                  | 丸亀市                   | 丸亀市     |
| 那珂郡     | 中府村     | 丸龜町                 | 1899年4月1日 市制         | 丸龜市                       | 丸亀市                      | 丸亀市                                  | 丸亀市                                  | 丸亀市                                  | 丸亀市                   | 丸亀市     |
| 那珂郡     | 地方村     | 丸龜町                 | 1899年4月1日 市制         | 丸龜市                       | 丸亀市                      | 丸亀市                                  | 丸亀市                                  | 丸亀市                                  | 丸亀市                   | 丸亀市     |
| 那珂郡     | 鹽屋村     | 六郷村                 | 1917年6月1日 丸龜市へ編入 | 丸龜市                       | 丸亀市                      | 丸亀市                                  | 丸亀市                                  | 丸亀市                                  | 丸亀市                   | 丸亀市     |
| 那珂郡     | 今津村     | 六郷村                 | 1917年6月1日 丸龜市へ編入 | 丸龜市                       | 丸亀市                      | 丸亀市                                  | 丸亀市                                  | 丸亀市                                  | 丸亀市                   | 丸亀市     |
| 那珂郡     | 津森村     | 六郷村                 | 1917年6月1日 丸龜市へ編入 | 丸龜市                       | 丸亀市                      | 丸亀市                                  | 丸亀市                                  | 丸亀市                                  | 丸亀市                   | 丸亀市     |
| 那珂郡     | 新田村     | 六郷村                 | 1917年6月1日 丸龜市へ編入 | 丸龜市                       | 丸亀市                      | 丸亀市                                  | 丸亀市                                  | 丸亀市                                  | 丸亀市                   | 丸亀市     |
| 那珂郡     | 上金倉村   | 六郷村                 | 1917年6月1日 丸龜市へ編入 | 丸龜市                       | 丸亀市                      | 丸亀市                                  | 丸亀市                                  | 丸亀市                                  | 丸亀市                   | 丸亀市     |
| 那珂郡     | 下金倉村   | 六郷村                 | 1917年6月1日 丸龜市へ編入 | 丸龜市                       | 丸亀市                      | 丸亀市                                  | 丸亀市                                  | 丸亀市                                  | 丸亀市                   | 丸亀市     |
| 那珂郡     | 柞原村     | 南村                   | 南村                      | 南村                         | 1951年4月1日 丸亀市へ編入   | 丸亀市                                  | 丸亀市                                  | 丸亀市                                  | 丸亀市                   | 丸亀市     |
| 那珂郡     | 山北村     | 南村                   | 南村                      | 南村                         | 1951年4月1日 丸亀市へ編入   | 丸亀市                                  | 丸亀市                                  | 丸亀市                                  | 丸亀市                   | 丸亀市     |
| 那珂郡     | 田村       | 南村                   | 南村                      | 南村                         | 1951年4月1日 丸亀市へ編入   | 丸亀市                                  | 丸亀市                                  | 丸亀市                                  | 丸亀市                   | 丸亀市     |
| 那珂郡     | 三條村     | 郡家村                 | 郡家村                    | 郡家村                       | 1954年10月17日 丸亀市へ編入 | 丸亀市                                  | 丸亀市                                  | 丸亀市                                  | 丸亀市                   | 丸亀市     |
| 那珂郡     | 郡家村     | 郡家村                 | 郡家村                    | 郡家村                       | 1954年10月17日 丸亀市へ編入 | 丸亀市                                  | 丸亀市                                  | 丸亀市                                  | 丸亀市                   | 丸亀市     |
| 那珂郡     | 垂水村     | 垂水村                 | 垂水村                    | 垂水村                       | 垂水村                      | 1958年5月1日 丸亀市へ編入               | 1958年5月1日 丸亀市へ編入               | 1958年5月1日 丸亀市へ編入               | 丸亀市                   | 丸亀市     |
| 那珂郡     | 金藏寺村   | 龍川村                 | 龍川村                    | 龍川村                       | 1954年3月31日 善通寺市      | 1955年3月10日 丸亀市へ一部編入          | 1955年3月10日 丸亀市へ一部編入          | 1955年3月10日 丸亀市へ一部編入          | 丸亀市                   | 丸亀市     |
| 那珂郡     | 木徳村     | 龍川村                 | 龍川村                    | 龍川村                       | 1954年3月31日 善通寺市      | 1955年3月10日 丸亀市へ一部編入          | 1955年3月10日 丸亀市へ一部編入          | 1955年3月10日 丸亀市へ一部編入          | 丸亀市                   | 丸亀市     |
| 那珂郡     | 善通寺市   | 善通寺市               | 善通寺市                  | 龍川村                       | 1954年3月31日 善通寺市      | 善通寺市                                | 善通寺市                                |                                         |                          |            |
| 那珂郡     | 善通寺市   | 善通寺市               | 善通寺市                  | 龍川村                       | 1954年3月31日 善通寺市      | 善通寺市                                | 善通寺市                                | 原田村                                  |                          |            |
| 那珂郡     | 善通寺市   | 善通寺市               | 善通寺市                  | 與北村                       | 1954年3月31日 善通寺市      | 善通寺市                                | 善通寺市                                | 與北村                                  | 與北村                   | 與北村     |
| 多度郡     | 善通寺市   | 善通寺市               | 善通寺市                  | 善通寺村                     | 1954年3月31日 善通寺市      | 善通寺市                                | 善通寺市                                | 善通寺村                                | 1901年11月3日 善通寺町   | 善通寺町   |
| 多度郡     | 善通寺市   | 善通寺市               | 善通寺市                  | 上吉田村                     | 1954年3月31日 善通寺市      | 善通寺市                                | 善通寺市                                | 吉田村                                  | 1901年11月3日 善通寺町   | 善通寺町   |
| 多度郡     | 善通寺市   | 善通寺市               | 善通寺市                  | 下吉田村                     | 1954年3月31日 善通寺市      | 善通寺市                                | 善通寺市                                | 吉田村                                  | 1901年11月3日 善通寺町   | 善通寺町   |
| 多度郡     | 善通寺市   | 善通寺市               | 善通寺市                  | 稻木村                       | 1954年3月31日 善通寺市      | 善通寺市                                | 善通寺市                                | 吉田村                                  | 1901年11月3日 善通寺町   | 善通寺町   |
| 多度郡     | 善通寺市   | 善通寺市               | 善通寺市                  | 生野村                       | 1954年3月31日 善通寺市      | 善通寺市                                | 善通寺市                                | 麻野村                                  | 1901年11月3日 善通寺町   | 善通寺町   |
| 多度郡     | 善通寺市   | 善通寺市               | 善通寺市                  | 大麻村                       | 1954年3月31日 善通寺市      | 善通寺市                                | 善通寺市                                | 麻野村                                  | 1901年11月3日 善通寺町   | 善通寺町   |
| 多度郡     | 善通寺市   | 善通寺市               | 善通寺市                  | 吉原村                       | 1954年3月31日 善通寺市      | 善通寺市                                | 善通寺市                                | 吉原村                                  | 吉原村                   | 吉原村     |
| 多度郡     | 善通寺市   | 善通寺市               | 善通寺市                  | 碑殿村                       | 1954年3月31日 善通寺市      | 善通寺市                                | 善通寺市                                | 吉原村                                  | 吉原村                   | 吉原村     |
| 多度郡     | 善通寺市   | 善通寺市               | 善通寺市                  | 弘田村                       | 1954年3月31日 善通寺市      | 善通寺市                                | 善通寺市                                | 筆岡村                                  | 筆岡村                   | 筆岡村     |
| 多度郡     | 善通寺市   | 善通寺市               | 善通寺市                  | 中村                         | 1954年3月31日 善通寺市      | 善通寺市                                | 善通寺市                                | 筆岡村                                  | 筆岡村                   | 筆岡村     |
| 多度郡     | 多度津村   | 町制 多度津町          | 町制 多度津町             | 多度津町                     | 多度津町                    | 多度津町                                | 多度津町                                | 多度津町                                | 多度津町                 | 多度津町   |
| 多度郡     | 新町村     | 町制 多度津町          | 町制 多度津町             | 多度津町                     | 多度津町                    | 多度津町                                | 多度津町                                | 多度津町                                | 多度津町                 | 多度津町   |
| 多度郡     | 葛原村     | 豊原村                 | 豊原村                    | 1942年5月10日 多度津町へ編入 | 多度津町                    | 多度津町                                | 多度津町                                | 多度津町                                | 多度津町                 | 多度津町   |
| 多度郡     | 道福寺村   | 豊原村                 | 豊原村                    | 1942年5月10日 多度津町へ編入 | 多度津町                    | 多度津町                                | 多度津町                                | 多度津町                                | 多度津町                 | 多度津町   |
| 多度郡     | 南鴨村     | 豊原村                 | 豊原村                    | 1942年5月10日 多度津町へ編入 | 多度津町                    | 多度津町                                | 多度津町                                | 多度津町                                | 多度津町                 | 多度津町   |
| 多度郡     | 北鴨村     | 豊原村                 | 豊原村                    | 1942年5月10日 多度津町へ編入 | 多度津町                    | 多度津町                                | 多度津町                                | 多度津町                                | 多度津町                 | 多度津町   |
| 多度郡     | 堀江村     | 豊原村                 | 豊原村                    | 1942年5月10日 多度津町へ編入 | 多度津町                    | 多度津町                                | 多度津町                                | 多度津町                                | 多度津町                 | 多度津町   |
| 多度郡     | 東白方村   | 白方村                 | 白方村                    | 白方村                       | 1954年5月3日 多度津町へ編入 | 多度津町                                | 多度津町                                | 多度津町                                | 多度津町                 | 多度津町   |
| 多度郡     | 西白方村   | 白方村                 | 白方村                    | 白方村                       | 1954年5月3日 多度津町へ編入 | 多度津町                                | 多度津町                                | 多度津町                                | 多度津町                 | 多度津町   |
| 多度郡     | 奥白方村   | 白方村                 | 白方村                    | 白方村                       | 1954年5月3日 多度津町へ編入 | 多度津町                                | 多度津町                                | 多度津町                                | 多度津町                 | 多度津町   |
| 多度郡     | 三井村     | 四箇村                 | 四箇村                    | 四箇村                       | 1954年5月3日 多度津町へ編入 | 多度津町                                | 多度津町                                | 多度津町                                | 多度津町                 | 多度津町   |
| 多度郡     | 庄村       | 四箇村                 | 四箇村                    | 四箇村                       | 1954年5月3日 多度津町へ編入 | 多度津町                                | 多度津町                                | 多度津町                                | 多度津町                 | 多度津町   |
| 多度郡     | 青木村     | 四箇村                 | 四箇村                    | 四箇村                       | 1954年5月3日 多度津町へ編入 | 多度津町                                | 多度津町                                | 多度津町                                | 多度津町                 | 多度津町   |
| 多度郡     | 山階村     | 四箇村                 | 四箇村                    | 四箇村                       | 1954年5月3日 多度津町へ編入 | 多度津町                                | 多度津町                                | 多度津町                                | 多度津町                 | 多度津町   |
| 那珂郡     | 高見嶋     | 高見嶋村               | 高見嶋村                  | 高見嶋村                     | 高見島村                    | 1956年9月30日 多度津町へ編入            | 1956年9月30日 多度津町へ編入            | 1956年9月30日 多度津町へ編入            | 多度津町                 | 多度津町   |
| 那珂郡     | 佐柳嶋     | 佐柳嶋村               | 佐柳嶋村                  | 佐柳嶋村                     | 佐柳島村                    | 1956年9月30日 多度津町へ編入            | 1956年9月30日 多度津町へ編入            | 1956年9月30日 多度津町へ編入            | 多度津町                 | 多度津町   |

## 行政
歴代郡長
| 代 | 氏名       | 就任年月日   | 退任年月日    | 備考                   |
| -- | ---------- | ------------ | ------------- | ---------------------- |
| 1  | 白石修太郎 | 1899年4月1日 | 1901年5月転任 |                        |
| 2  | 松崎次郎   | 1901年5月    | 1906年1月転任 |                        |
| 3  | 伊熊貞實   | 1906年1月    | 1908年9月27日 | 死去                   |
| 4  | 竹田定     | 1908年10月   | 1912年8月転任 |                        |
| 5  | 植田行忠   | 1912年8月    | 1913年3月免官 |                        |
| 6  | 乾貢       | 1913年4月    | 1914年3月転任 |                        |
| 7  | 山口利文   | 1914年3月    |               |                        |
|    |            |              | 1926年6月30日 | 郡役所廃止により、廃官 |

## 気候
仲多度郡は瀬戸内式気候の地域であり、日本において比較的降雨が少ない地域として知られる。そんな仲多度郡では、七夕の頃に降る雨には「七夕流し」という特別な名称が用いられてきた。参考までに、こちらは仲多度郡に限らないものの、陰暦の7月7日の七夕の日に降る雨には「洒涙雨」という別な名称も存在する。
また、このような少雨の気候のために、仲多度郡には農業用水などの確保を目的とした溜め池が多く作られてきた歴史を有し、巨大な溜め池として知られる満濃池は、仲多度郡に存在する。

## 関連文献
- 香川縣仲多度郡 編『仲多度郡史』香川県仲多度郡、1918年。NDLJP:1085743。
- 香川県仲多度郡 編『仲多度郡史. 附録』香川県仲多度郡、1918年。NDLJP:951660。
- 香川縣 編『香川縣史』香川県、1909年。NDLJP:766454。
- 大植四郎 編『国民過去帳 明治之巻』尚古房、1935年。